# 威拉德·博伊尔
威拉德·斯特林·博伊尔（英語：Willard Sterling Boyle，1924年8月19日—2011年5月7日）是一名加拿大物理学家，2009年诺贝尔物理学奖得主之一。

## 生平
博伊尔出生于加拿大新斯科舍省的阿默斯特。高中毕业后加入加拿大海军并参加了第二次世界大战。1947年、1948年和1950年分别在麦吉尔大学取得理学学士学位、理学硕士学位和博士学位。1953年，他加入美国的贝尔实验室工作。1969年与美国物理学家乔治·E·史密斯共同发明電荷耦合元件（CCD）。2009年，博伊尔与乔治·E·史密斯和高锟三人共同获得诺贝尔物理学奖。